# Wassy
Wassy är en kommun i departementet Haute-Marne i regionen Grand Est (tidigare regionen Champagne-Ardenne) i nordöstra Frankrike. Kommunen ligger i kantonen Wassy som tillhör arrondissementet Saint-Dizier. År 2022 hade Wassy 2 776 invånare.
Hugenottkrigen inleddes i Wassy den 1 mars 1562.

## Befolkningsutveckling
Antalet invånare i kommunen Wassy
| Referens: INSEE |